# Cadettenschool (Alkmaar)
De Cadettenschool in Alkmaar was een school waar jongens, normaal gesproken tussen de 15 en 17 jaar, werden voorbereid om later aan de Koninklijke Militaire Academie (KMA) te Breda te worden opgeleid tot beroepsofficier.
Omdat er een tekort was aan officieren werd in 1893 aan de Wilhelminalaan in Alkmaar een cadettenschool in internaatsverband geopend om de doorstroming van de hogereburgerschool (hbs) naar de KMA te verbeteren. Het onderwijs van deze tweejarige opleiding vertoonde grote overeenkomsten met de vierde en vijfde klas van de hbs met daarnaast extra aandacht voor sport en militaire zaken. Net als bij de KMA was er een onderscheid tussen de opleiding voor hier te lande of voor Nederlands-Indië. Voor leerlingen van de laatste categorie was het verblijf gratis. In 1924 werd deze cadettenschool opgeheven.
Het voormalig schoolgebouw maakt sinds 2015 deel uit van het Noordwest Ziekenhuisgroep.